# Бугославська Євгенія Яківна
Євгенія Яківна Бугославська (рос. Евгения Яковлевна Бугославская; 21 грудня 1899 — 30 травня 1960) — радянський астроном.
Народилася у Москві. У 1924 закінчила Московський університет. У 1925—1928 — аспірант Астрономо-геодезичного інституту при Московському університеті. У 1928—1932 працювала на геодезичному підприємстві, з 1932 — в Державному астрономічному інституті ім. П. К. Штернберга, з 1934 викладала в Московському університеті (з 1949 — професор).
Основні наукові роботи присвячені фотографічній астрометрії і дослідженням Сонця. Визначила (1936—1937) власні рухи зірок в області східної гілки темної туманності Тельця-Персея і туманності Оріона. Займалася спостереженнями подвійних зірок на 38-сантиметровому астрографі. Була одним з керівників комплексної експедиції зі спостереження сонячної корони в різних пунктах СРСР під час повного сонячного затемнення 19 червня 1936, брала участь в обробці отриманих матеріалів з метою встановлення структури корони і факту її обертання. Була одним з керівників спостережень під час повних сонячних затемнень 1941, 1945, 1952 і 1954, брала участь в обробці отриманих матеріалів. Вивчала тонку структуру сонячної корони і внутрішні рухи в ній за матеріалами затемнень 1887—1941, залежність нахилу корональних потоків від фази сонячної активності і геліографічної широти. Сприяла оснащенню обсерваторії Державного астрономічного інституту ім. П. К. Штернберга на Ленінських горах сучасним устаткуванням.
Автор широко відомого підручника «Фотографічна астрометрія» (1947).